# Anders Tegnell
Nils Anders Tegnell (né le 17 avril 1956 à Uppsala, Suède) est un médecin et haut fonctionnaire suédois. 
Il joue un rôle-clé dans les décisions du gouvernement suédois pendant la pandémie de grippe A (H1N1) de 2009.
En 2020, il occupe le poste d'épidémiologiste en chef de la Suède, ce qui l'amène à jouer un rôle-clé pendant la pandémie de Covid-19 en Suède,.

## Biographie
Anders Tegnell naît à Uppsala en Suède le 17 avril 1956. Il obtient le droit de pratiquer la médecine de l'université de Lund en 1985. Il complète son internat à l'hôpital du comté  d'Östersund et se spécialise plus tard dans les maladies infectieuses à l'hôpital universitaire de Linköping. Il est ainsi autorisé à traiter, en 1990, le premier patient de la Suède souffrant d'une fièvre hémorragique virale, qui aurait été causée soit par la maladie à virus Ebola soit par la maladie à virus Marburg.
De 1990 à 1993, il travaille au Laos pour l'Organisation mondiale de la santé (OMS) dans le but de créer des programmes de vaccination. Interviewé en tant que membre d'une équipe d'experts suédois pour l'OMS lors d'une épidémie du virus Ebola en 1995 à Kikwit au Zaïre, le quotidien suédois Expressen rapporte que Tegnel a qualifié son travail d'expérience éducatrice.
De 2002 à 2003, il travaille comme expert national auprès de la Commission européenne dans le but de préparer un plan supranational de réponse à des épidémies de la maladie du charbon (anthrax), de la variole et d'autres maladies infectieuses,.

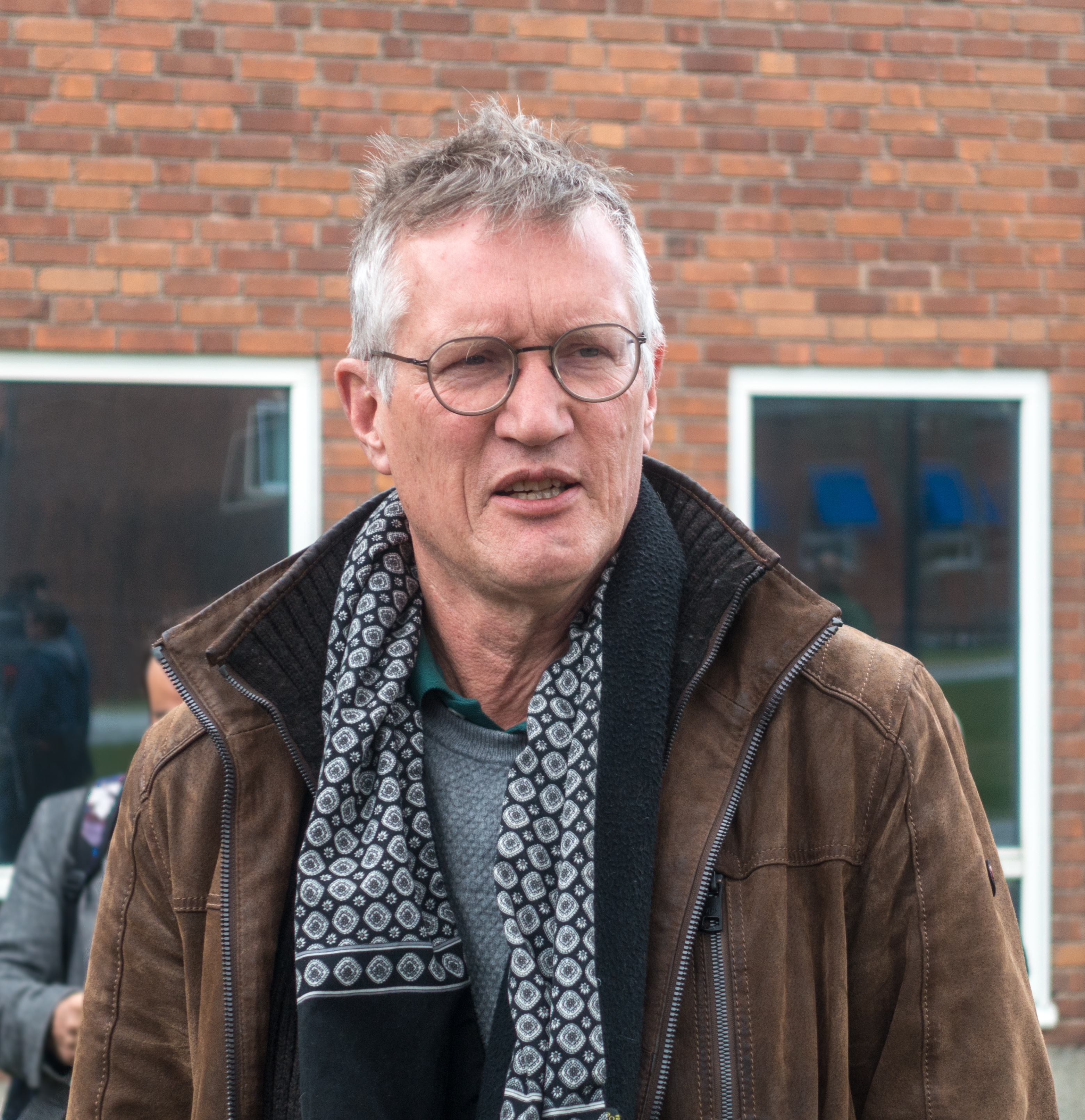
Anders Tegnell en 2020.

Tegnell est reçu PhD en médecine de l'hôpital universitaire de Linköping en 2003, puis obtient une maîtrise en sciences (MSc) en épidémiologie de la London School of Hygiene and Tropical Medicine en 2004,.
En 2004 et 2005, il travaille au Smittskyddsinstitutet qui est regroupé plus tard dans l'Agence de santé publique de la Suède (en). En 2005, il rejoint le Socialstyrelsen (Conseil national de santé et bien-être).
En tant que chef du département du contrôle des maladies infectieuses de cette agence, il joue un rôle clé dans le programme de vaccination à large échelle suédois en prévision de la pandémie de grippe A (H1N1) de 2009.
De 2010 à 2012, il est chef du département des politiques issues des bases de connaissance,.
En 2012 et 2013, il est chef du département de l'Institut du contrôle des maladies transmissibles. En 2013, il est nommé épidémiologiste en chef de la Suède.
Anders Tegnell a été élu membre de l'Académie royale suédoise des sciences de la guerre en 2005. Son discours inaugural portait sur les impacts sociaux des pandémies.
En 2020, Anders Tegnell demeure à Vreta Kloster, près de Linköping, avec sa femme Margit. Ils ont trois enfants : Emily, Saskia et Annemick. Pour son travail, il se rend quotidiennement à Solna, Stockholm. Comme loisirs, il jardine et il voyage,.

### Pandémie de Covid-19
Le 2 avril 2020, alors que la pandémie de Covid-19 affectait beaucoup de pays occidentaux, plusieurs pays allant jusqu'à imposer des mesures de confinement, le quotidien canadien The Globe and Mail rapporte qu'il n'y a « ni confinement, ni fermeture d'école et ni interdiction de se rendre au pub » en Suède. C'est toutefois incorrect, car les écoles secondaires et les universités ont reçu la recommandation de fermer leurs portes et d'offrir la formation à distance dès le 17 mars 2020 ; le 24 mars, les cafés, les restaurants, les bars et les clubs ont reçu la consigne d'offrir le service à table seulement (aucun service au comptoir). De plus, les rassemblements de plus de 50 personnes sont interdits en Suède à partir du 27 mars 2020,.
La stratégie suédoise de lutte à la pandémie s'appuie sur la confiance envers la population suédoise pour agir de façon responsable. Plutôt que d'appliquer des mesures nationales tels le confinement et la fermeture de magasins, les autorités suédoises ont demandé à la population de maintenir une saine hygiène des mains, de faire si possible du télétravail et de pratiquer la distanciation sociale, tout en insistant auprès des personnes de 70 ans et plus de s'isoler volontairement à titre de précaution sanitaire.
Certains scientifiques, praticiens et médecins suédois ont vivement critiqué Tegnell et l'autorité de santé publique. En avril 2020, un groupe de 22 scientifiques suédois a publié une tribune libre appelant à des restrictions plus strictes. À l'époque, ces critiques ont suscité d'importantes réactions dans les médias suédois.
La position de Tegnell selon laquelle il n'était pas nécessaire de restreindre les voyages pendant les vacances scolaires de printemps, au cours desquelles des milliers de Suédois se rendent traditionnellement dans les stations de ski européennes et d'autres destinations, a également suscité des critiques. Lors d'une interview en février 2020, Tegnell a déclaré :
Devant le scepticisme et les critiques de plusieurs médecins et spécialistes en médecine, ainsi que les publications de médias étrangers, la Suède a défendu sa stratégie. Le Premier ministre Stefan Löfven a parlé du « bon sens », alors que Tegnell a indiqué que cette stratégie est fondée sur une « longue tradition » de respect du « libre arbitre » et sur la grande confiance et le grand respect du public suédois envers les autorités suédoises.
Selon un sondage mené par la firme suédoise Sifo, la confiance populaire envers l'Agence de santé publique suédoise est passée de 65 % à 74 % entre les 9-12 mars et les 21–25 mars 2020.
Un sondage mené en mars 2020, encore par Sifo, mais pour le compte de la chaîne de télévision TV4, a montré que 53 % de la population suédoise fait confiance à Tegnell, un pourcentage plus élevé que n'importe quel chef politique du pays, alors que 18 % affirme ne pas avoir confiance dans l'épidémiologiste en chef.
Dans un sondage mené en avril 2020, le pourcentage de la population faisant confiance à Tegnell a augmenté, passant à 69 %, alors que 11 % des sondés refusent de lui faire confiance,.

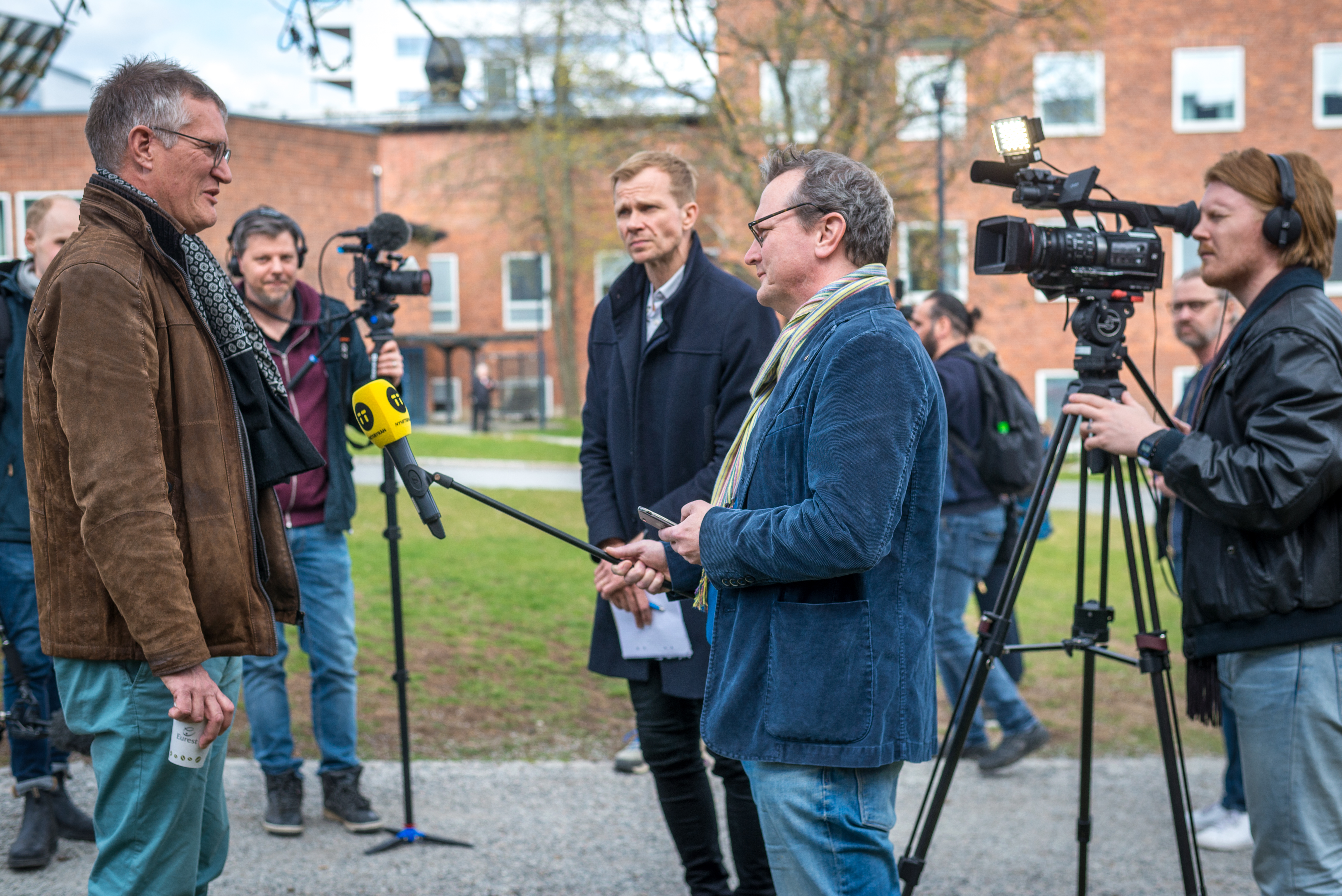
Tegnell pendant un point de presse quotidien sur la pandémie en Suède en avril 2020.

Tegnell est souvent vu comme le créateur de cette stratégie. Il déclare :
Le 2 avril 2020, le service de nouvelles de Sveriges Radio, Dagens Eko, rapporte que la Covid-19 s'est répandue dans les maisons de retraite d'au moins 90 municipalités.
Avant cette aggravation, le gouvernement et les autorités sanitaires du pays avaient fortement suggéré aux gens de s'abstenir d'effectuer des visites dans les maisons de retraite ; plusieurs municipalités avaient décidé de les interdire. Le gouvernement suédois met en vigueur le 1er avril des restrictions sur les visites aux maisons de retraite.
Le 21 avril 2020, la revue scientifique Nature publie un article sur Tegnell. Il déclare notamment : 
Le 28 avril 2020, Tegnell est interviewé par un journaliste de USA Today. Pendant son interview, il « nie que l'immunité grégaire forme le pilier central du plan de confinement suédois ». Il déclare plutôt :
Tegnell s'est également montré sceptique quant à la recommandation de masques faciaux pendant la pandémie de COVID-19, envoyant plusieurs courriels au Centre européen de prévention et de contrôle des maladies pour critiquer la publication de conseils recommandant l'utilisation générale de masques en avril. En janvier 2020, il a déclaré dans une interview avec Dagens Nyheter:
Au tout début juin 2020, Tegnel reconnaît que l'approche plus souple adoptée par le pays aurait pu ou dû être améliorée. « Si nous devions rencontrer la même maladie avec tout ce que nous savons aujourd'hui sur elle, je pense que nous finirions par faire quelque chose entre ce que la Suède et le reste du monde ont fait », a-t-il expliqué à la radio publique suédoise.
Le 25 juin 2020, l'OMS classe la Suède parmi les pays qui risquent de voir à nouveau une augmentation significative d'infections. Son taux d'infection est de 155 pour 100 000, ce qui est notablement plus élevé que les autres pays européens. Le lendemain, Tegnell réplique que la Suède teste plus de personnes quotidiennement qu'auparavant, ce qui pourrait expliquer un tel taux. Néanmoins, depuis le début de la pandémie, ce pays présente le plus haut taux de mortalité parmi les pays européens de cette région.
À la mi-octobre 2020,  face à la deuxième vague de Covid-19, il déclare qu'il doit « revoir les règles sanitaires et ses concitoyens doivent, eux, s’adapter ». Même s'il affirme que les hôpitaux ne sont pas débordés et que le nombre de décès demeure très bas, il demande aux « jeunes Suédois » de montrer plus de discipline. Pendant la première vague de la pandémie de Covid-19 en Suède, il a suscité l'admiration des Suédois à cause de son calme et du peu de mesures restrictives dont il s'est fait le champion. À la suite de la publication du nombre de morts suédois pendant cette première vague, sa figure prête à plus de controverses. En effet, le pays rapporte presque 6 000 morts, ce qui place la Suède aux côtés de l'Italie et des États-Unis, deux pays industrialisés durement touchés par la pandémie, par le taux de mortalité.
En mai 2021, le taux de mortalité cumulée due à la COVID 19 de la Suède est sous la moyenne européenne. Début 2022, il est cependant supérieur à celui d'autres pays nordiques (186 pour 100 000, contre 55 en Norvège, 74 en Finlande, 107 au Danemark).

### Citations originales
1. ↑  (en) « no lockdowns, no school closures and no ban on going to the pub »
2. ↑  (en) « We have so far not had very much of a spread [of the virus] into elderly homes and almost no spread into the hospitals, which is very important... We know that [with] these kinds of voluntary measures that we put in place in Sweden, we can basically go on with them for months and years if necessary. [The economy] has the potential to start moving as usual very, very quickly once these things are over. [...] In Sweden we are following the tradition that we have in Sweden and working very much with voluntary measures, very much with informing the public about the right things to do. That has worked reasonably well so far. »
3. ↑  (en) « Closing borders, in my opinion, is ridiculous, because COVID-19 is in every European country now. [...] closing schools is meaningless at this stage. Moreover, it is instrumental for psychiatric and physical health that the younger generation stays active. »
4. ↑  (en) « denied that herd immunity formed the central thrust of Sweden's containment plan »
5. ↑  (en) « We are trying to keep transmission rates at a level that the Stockholm health system can sustain... We are not calculating herd immunity in this. With various measures, we are just trying to keep the transmission rate as low as possible... Any country that believes it can keep it out (Ed. note: by closing borders, shuttering businesses, etc.) will most likely be proven wrong at some stage. We need to learn to live with this disease... At a glance it looks to me that Sweden's economy is doing a lot better than others'. Our strategy has been successful because health care is still working. That's the measure we look at... What the crisis has shown is that we need to do some serious thinking about nursing homes because they have been so open to transmission of the disease and we had such a hard time controlling it in that setting. »